# Карролл (округ, Иллинойс)
Ка́рролл (англ. Carroll County) — округ в США, штате Иллинойс. По состоянию на 2010 год, численность населения составляла 269 282 человека. Получил своё название в честь американского плантатора Чарльза Кэррола.

## География
По данным Бюро переписи США, общая площадь округа равняется 1 208 км², из которых 1 152 км² — суша, и 56 км², или 4,62 %, — это водоёмы.

### Соседние округа
- Стивенсон (Иллинойс) — северо-восток
- Огл (Иллинойс) — восток
- Уайтсайд (Иллинойс) — юг
- Клинтон (Айова) — юго-запад (через реку Миссисипи)
- Джэксон (Айова) — запад (через реку Миссисипи)
- Джо-Дейвисс (Иллинойс) — северо-запад

## Демография
По данным переписи населения 2000 года в округе проживает 16 674 жителя в составе 6 794 домашних хозяйств и 4 681 семьи. Плотность населения составляет 38 человек на км². На территории округа насчитывается 7 945 жилых строений, при плотности застройки 7 строений на км². Расовый состав населения: белые — 96,94 %, афроамериканцы — 0,55 %, коренные американцы (индейцы) — 0,24 %, азиаты — 0,41 %, гавайцы — 0,03 %, представители других рас — 0,82 %, представители двух или более рас — 2,04 %. Испаноязычные составляли 1,5 % населения.
В составе 28,90 % из общего числа домашних хозяйств проживают дети в возрасте до 18 лет, 58,40 % домашних хозяйств представляют собой супружеские пары, проживающие вместе, 7,40 % домашних хозяйств представляют собой одиноких женщин без супруга, 31,10 % домашних хозяйств не имеют отношения к семьям, 27,30 % домашних хозяйств состоят из одного человека, 13,90 % домашних хозяйств состоят из престарелых (65 лет и старше), проживающих в одиночестве. Средний размер домашнего хозяйства составляет 2,42 человека, и средний размер семьи 2,93 человека.
Возрастной состав округа: 24,30 % — моложе 18 лет, 6,60 % — от 18 до 24, 25,40 % — от 25 до 44, 24,50 % — от 45 до 64, и 19.30 % — от 65 и старше. Средний возраст жителя округа — 41 год. На каждые 100 женщин приходится 97,80 мужчин. На каждые 100 женщин старше 18 лет приходится 95,10 мужчин.
Средний доход на домохозяйство в округе составлял 37 148 USD, на семью — 43 685 USD. Среднестатистический заработок мужчины был 31 318 USD против 21 753 USD для женщины. Доход на душу населения был 18 688 USD. Около 7,40 % семей и 9,60 % общего населения находились ниже черты бедности, в том числе — 13,30 % молодежи (тех кому ещё не исполнилось 18 лет) и 5,90 % тех кому было уже больше 65 лет.